# Jamin Davis
Jamin Davis (* 12. Dezember 1998 in Honolulu, Hawaii) ist ein US-amerikanischer American-Football-Spieler auf der Position des Linebackers. Zurzeit spielt er für die New York Jets in der National Football League (NFL). Davis stand zuvor von 2021 bis 2024 bei den Washington Commanders unter Vertrag.

## Frühe Jahre
Davis wurde in Honolulu, Hawaii, geboren, wo seine Eltern mit der US-Army stationiert waren. Bereits als Davis ein Jahr alt war, zog die Familie nach Hinesville, Georgia, wo er auch aufwuchs. Er besuchte die Long County High School in Ludowici, Georgia. Dort war er in der Footballmannschaft aktiv und spielte als Wide Receiver und als Linebacker. Dabei konnte er in seinem dritten Jahr 131 Tackles und in seinem letzten Jahr 126 Tackles verzeichnen. Nach seinem Highschoolabschluss erhielt er ein Stipendium der University of Kentucky, für die er von 2017 bis 2020 in der Footballmannschaft aktiv war. Nachdem er in seinem ersten Jahr noch geredshirted wurde, kam er für die Mannschaft in 25 Spielen zum Einsatz und konnte dabei 144 Tackles, 2,5 Sacks, 5 Interceptions und einen Touchdown verzeichnen. Des Weiteren war Davis auch mit seiner Mannschaft sehr erfolgreich, so konnten sie 2018 den Citrus Bowl, 2019 den Belk Bowl sowie 2020 den Gator Bowl gewinnen.

## NFL
Beim NFL Draft 2021 wurde Davis in der 1. Runde an 19. Stelle vom Washington Football Team ausgewählt. Dort wurde er als Middle Linebacker eingesetzt. Sein Debüt in der Liga gab er direkt am 1. Spieltag der Saison 2021 bei der 16:20-Niederlage gegen die Los Angeles Chargers. Dabei konnte er zwei Tackles verzeichnen. Am 3. Spieltag stand er bei der 21:43-Niederlage gegen die Buffalo Bills erstmals in der Startformation des Football Teams. Am 6. Spieltag konnte er bei der 13:31-Niederlage gegen die Kansas City Chiefs insgesamt 11 Tackles verzeichnen, bis dato seine Karrierehöchstleistung. Daraufhin stand er in den folgenden Spielen häufiger in der Startformation. Bei der 16:20-Niederlage gegen die Philadelphia Eagles am 17. Spieltag konnte er schließlich den ersten Sack seiner Profikarriere an Quarterback Jalen Hurts verzeichnen. Letzten Endes konnte Davis in seiner Rookie-Saison jedoch nicht vollends überzeugen. Er kam in 16 Spielen zum Einsatz, jedoch lediglich achtmal als Starter, und konnte 76 Tackles und einen Sack verzeichnen.
Am 2. Februar 2022 änderte das Football Team seinen Namen zu Washington Commanders. Davis ging als Stammspieler in die Saison 2022. Direkt am 3. Spieltag konnte er bei der 8:24-Niederlage gegen die Philadelphia Eagles zwei Sacks verzeichnen, bis dato sein Karrierehöchstwert. Am letzten Spieltag der Saison wurde er auf die Injured Reserve List gesetzt und verpasste daher das letzte Spiel der Saison. Mit 104 Tackles und drei Sacks war er in der Saison der erfolgreichste Spieler der Commanders in beiden Kategorien. Auch in die Saison 2023 ging er als Stammspieler. Am 3. Spieltag konnte er bei der 3:37-Niederlage gegen die Buffalo Bills 11 Tackles erzielen und somit seinen Karrierebestwert egalisieren. Dies gelang ihm in der Saison am 10. Spieltag bei der 26:29-Niederlage gegen die Seattle Seahawks erneut. Am 6. Spieltag konnte er beim 24:16-Sieg gegen die Atlanta Falcons seine erste Interception in der Liga von Quarterback Desmond Ridder fangen. Bei der 15:45-Niederlage gegen die Miami Dolphins am 13. Spieltag verletzte sich Davis an der Schulter, sodass er sich in der Folge einer Operation unterziehen musste und die restliche Saison verletzungsbedingt verpasste. Er wurde auf die Injured Reserve List gesetzt.
In der Saison 2024 wechselte er auf die Position des Defensive End, wo er aber zunehmend nur noch als Backup eingesetzt und nach der Aktivierung von Efe Obada gar nicht mehr gebraucht wurde. Am 22. Oktober 2024 trennten sich die Washington Commanders schließlich von Jamin Davis. Eine Woche später nahmen ihn die Green Bay Packers für ihren Practice Squad unter Vertrag. Ohne, dass er ein Spiel für die Packers absolviert hatte, verpflichteten die Minnesota Vikings Davis am 26. November 2024 für ihren 53-Mann-Kader. Ende Dezember 2024 wurde er von den Vikings entlassen und daraufhin über die Waiver-Liste von den New York Jets verpflichtet. Dort unterschrieb er im März 2025 einen Vertrag für die folgende Saison.

## Karrierestatistiken
| Saison                             | Team             | Spiele | Spiele  | Tackles | Tackles | Tackles | Tackles | Interceptions | Interceptions | Interceptions | Interceptions | Interceptions | Interceptions | Fumbles | Fumbles | Fumbles |
| Saison                             | Team             | Gesamt | Starter | Gesamt  | Solo    | Assist  | Sacks   | PD            | Int           | Yards         | Durchschnitt  | Lang          | TD            | FF      | FR      | TD      |
| ---------------------------------- | ---------------- | ------ | ------- | ------- | ------- | ------- | ------- | ------------- | ------------- | ------------- | ------------- | ------------- | ------------- | ------- | ------- | ------- |
| 2021                               | Washington       | 16     | 8       | 76      | 48      | 28      | 1,0     | 1             | 0             | 0             | 0,0           | 0             | 0             | 0       | 0       | 0       |
| 2022                               | Commanders       | 16     | 15      | 104     | 68      | 36      | 3,0     | 1             | 0             | 0             | 0,0           | 0             | 0             | 0       | 2       | 0       |
| 2023                               | Commanders       | 13     | 13      | 89      | 50      | 39      | 3,0     | 4             | 1             | 0             | 0,0           | 0             | 0             | 2       | 0       | 0       |
| 2024                               | Commanders       | 5      | 0       | 13      | 8       | 5       | 0,0     | 0             | 0             | 0             | 0,0           | 0             | 0             | 0       | 0       | 0       |
| 2024                               | Vikings          | 4      | 0       | 5       | 4       | 1       | 1,0     | 0             | 0             | 0             | 0,0           | 0             | 0             | 0       | 0       | 0       |
| Gesamte Karriere                   | Gesamte Karriere | 54     | 36      | 287     | 178     | 109     | 8,0     | 6             | 1             | 0             | 0,0           | 0             | 0             | 2       | 2       | 0       |
| Quelle: pro-football-reference.com |                  |        |         |         |         |         |         |               |               |               |               |               |               |         |         |         |